# NGC 4275
NGC 4275 este o galaxie spirală situată în constelația Părul Berenicei. A fost descoperită în 11 aprilie 1785 de către William Herschel. Se află la o distanță de 36,1 de megaparseci de Pământ.